# Cervus rhenanus
Cervus rhenanus (Rijnhert of Kleine Tegelse hert) is een uitgestorven zoogdier uit de groep der hertachtigen.

## Kenmerken
Het Rijnhert leek veel op het edelhert, maar was veel kleiner, ongeveer zo groot als een damhert. Ook had het dier een ander gewei.

## Fossielen
Fossiele resten werden onder andere gevonden in de klei van Tegelen, bij het Noord-Brabantse Mill en op de bodem van de Roompot.

## Zie ook

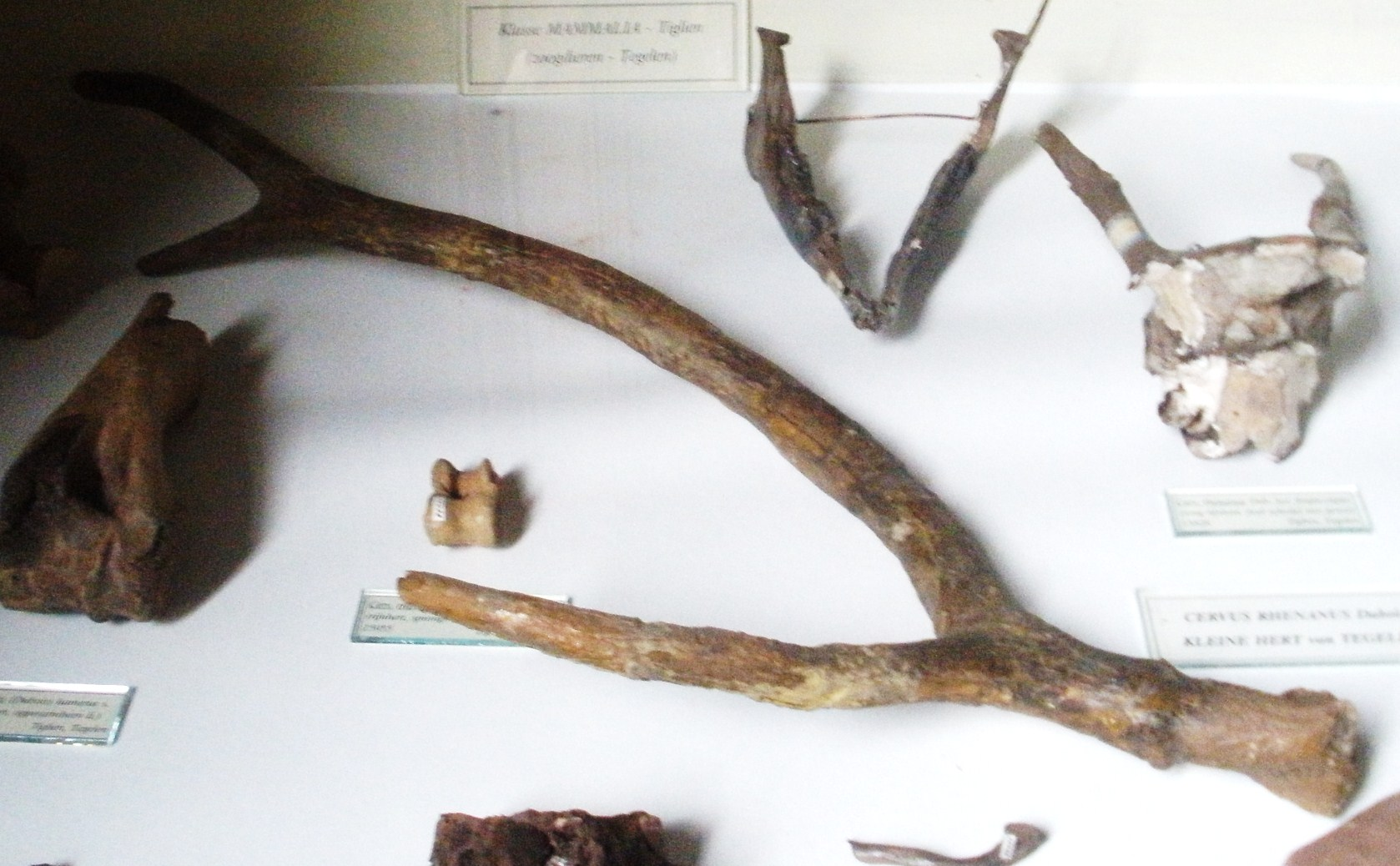
Fossiele resten van Cervus rhenanus